# Rivière Matambin
Rivière Matambin är ett vattendrag i Kanada.   Det ligger i provinsen Québec, i den sydöstra delen av landet, 200 km nordost om huvudstaden Ottawa.
Omgivningarna runt Rivière Matambin är en mosaik av jordbruksmark och naturlig växtlighet. Runt Rivière Matambin är det glesbefolkat, med 17 invånare per kvadratkilometer.